# Томислав
Томислав (на хърватски: Tomislav) е хърватски владетел от второто и третото десетилетие на X век, сочен за обединител и първи крал на Хърватия. По негово време ранносредновековната хърватска държава преживява най-големия си разцвет с граници, простиращи се между Адриатика, Драва, Истрия и Босна, многобройна армия, с която отбива нашествията на унгарци и българи, и международно признание чрез Римокатолическата църква.

## Управление
Томислав е представител на династията Търпимировичи като е възможно да е син на княз Мунцимир. Той се възкачва на престола още през 910 година, макар че първото сигурно известие за управлението му се отнася за 914. Първоначалните владения на Томислав се простират в Приморска Хърватия около княжеските резиденции в Тенин и Белеград. Въпреки противоречивите летописни данни се приема, че той успява да изтласка унгарците от бившето Панонско княжество и да присъедини Славония към владенията си.
Кралската си титла получава вероятно на църковния събор в Сплит през 925 година. С подкрепата на хърватския владетел този и проведеният три години по-късно събор подчиняват църковната йерархия в Хърватия на Сплитската архиепископия и утвърждават латинския като официален език в богослужението. Томислав е първият хърватски владетел, когото от папската канцелария удостояват с титлата „крал“.
Държавата си Томислав разделя на 11 области (жупани), във всяка от които имало поне по един укрепен град. Войската му, според съчинението За управлението на империята на император Константин VII Багренородни, наброявала 100 хиляди пешаци, а конницата 60 000 души като отделно от това имал на разположение 80 големи и 100 малки кораби.

## Война с България
През 924 г. сръбският княз Захария Прибиславлевич, подбуждан от ромеите, се разбунтува срещу цар Симеон, като получава подкрепа и от много българи, недоволни от постоянните войни срещу Византия. Българският владетел изпраща войска, с която прогонва Захария в Хърватия и анексира Сръбското княжество. Хърватия, също съюзник на византийците, се оказва в доста несигурно положение между новите граници на България и слабо защитената византийска тема Далмация. Византийците дават на Томислав почетната титла „проконсул“, а неговата провизантийска и просръбска политика провокират българския цар да изпрати войска през 926 г., която е разгромена от хърватите в битката при Босненските планини.. Този успех на Томислав води до укрепване позициите на хърватската държава, въпреки това обаче хърватският крал търси споразумение с България и с посредничеството на папския легат Мадалберт сключва мир, като хърватите се отказват от съюза с ромеите.

## Наследство
Крайно оскъдните исторически извори не потвърждават стопроцентово нито коронацията на Томислав, нито участието му в други ключови събития като войната с българите. Въпреки това хърватската историография от XIX век налага почитането му като един от най-великите хърватски владетели. Паметници на Томислав са издигнати преди и след 1991 г. на много места в Хърватия и Босна и Херцеговина. Неговият лик е изобразен на банкнотата от 1 000 куни. Неговото име носи и произвежданото в Загреб тъмно пиво.